# Duchesne (Utah)
Duchesne is een plaats (city) in de Amerikaanse staat Utah, en valt bestuurlijk gezien onder Duchesne County.

## Demografie
Bij de volkstelling in 2000 werd het aantal inwoners vastgesteld op 1408.
In 2006 is het aantal inwoners door het United States Census Bureau geschat op 1506, een stijging van 98 (7,0%).

## Geografie
Volgens het United States Census Bureau beslaat de plaats een oppervlakte van
6,0 km², geheel bestaande uit land. Duchesne ligt op ongeveer 1682 m boven zeeniveau.

## Plaatsen in de nabije omgeving
De onderstaande figuur toont nabijgelegen plaatsen in een straal van 40 km rond Duchesne.